# إيفرت وتيلييه

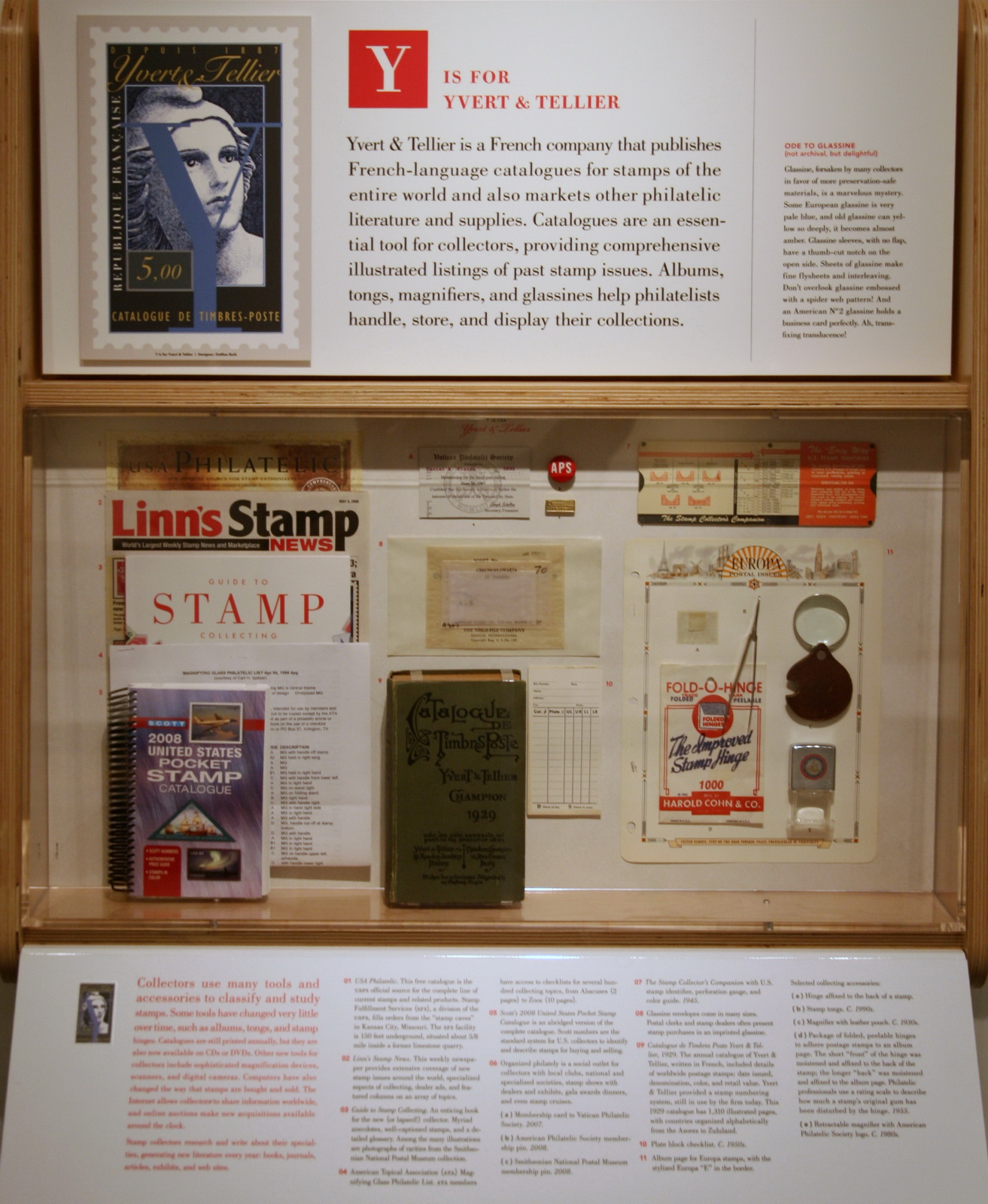
إيفرت وتيلييه

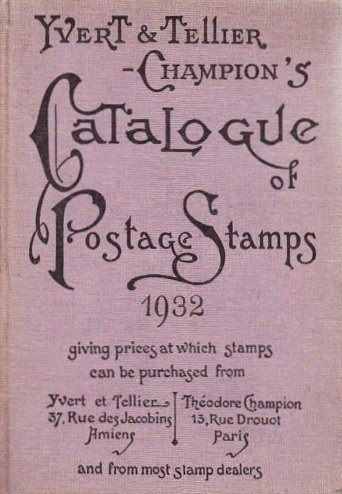
غلاف دليل إيفرت وتيلييه - شامبيون الصادر عام 1932

إيفرت وتيلييه هي شركة تجارة طوابع بريدية وشركة نشر طوابع بريدية، أسست عام 1895 في مدينة أميان بشمال فرنسا، حيث لا يزال المكتب الرئيس موجودًا هناك. الشعار عبارة عن دائرة مقسمة إلى ندفة ثلج وشمس مبتسمة.
اسم الشركة عبارة عن تلاعب بالألفاظ: "الشتاء والصيف معًا" ("(بالفرنسية: hiver, été liés)") تبدو مشابهة كثيرًا للنطق الفرنسي لاسم الشركة "إيفرت وتيلييه" (بالفرنسية: Yvert et Tellier).
أسست يوجين إيفرت الشركة العائلية في عام 1831 وكانت عبارة عن شركة طباعة لصحيفة شرعية. اتخذ حفيد يوجين لويس إيفرت وطابعه الرئيس ثيودول تيلييه القرار بالتحول إلى هواية جمع الطوابع في عام 1895. في الوقت الحاضر لا تزال عائلة إيفرت تدير الشركة.

## المنتجات
المنتج الرئيسي لدار "إيفرت إي تيلييه" هو دليل طوابع بريدية، وهو مرجع هواة جمع الطوابع للطوابع والبلدان الأكثر جمعًا في فرنسا وأندورا وموناكو والمستعمرات الفرنسية السابقة وتاريخها كدول مستقلة. في فرنسا، تُعد دار "إيفرت إي تيلييه" واحدة من أهم دور نشر الطوابع البريدية، إلى جانب "سيريس" و"دالاي".

### دليل إيفرت وتلييه للطوابع البريدية
استمرارًا للعلاقة القديمة بين لويس إيفرت وتيودور شامبيون، تُصدر دار "ثيودور شامبيون" العريقة شهريًا وسنويًا دليلا ملونًا للطوابع الصادرة حديثًا من جميع أنحاء العالم. عادةً ما كانت نسخ دليل "إيفرت" للدول غير الأوروبية تُطبع بالأبيض والأسود، ولكن في عام 2008 بدأت بطبعات ملونة بالكامل.
يُعد هذا الدليل أحد المراجع الدولية أيضًا، مع دليل ميشيل ودليل سكوت ودليل ستانلي غيبونز. تتضمن طبعات دليل إيفرت الطوابع الصادرة عن جميع بلدان العالم، ولكن بالنسبة للبلدان غير الأوروبية، تنظم المجلدات حسب الترتيب الأبجدي بينما تستخدم الشركة الألمانية ميشيل تصنيفًا جغرافيًا.
في أوائل العقد الأول من القرن الحادي والعشرين، جمعت شركة إيفرت وتيلييه صفحات الاقتباس الخاصة بها للطوابع الصادرة من عام 1840 إلى عام 1940 في مجلد واحد بعنوان "الكلاسيكيات العالمية 1840-1940".
تتضمن إصدارات دليل الطوابع المعلومات التالية:
- سنة إصدار الطابع
- صورة الطابع
- تصنيف الطابع
- يقدم النص عرضًا سريعًا للأنظمة السياسية في البلاد وتاريخها البريدي.

في البداية، قسمت دليل الطوابع إلى ثلاثة مجلدات:
- فرنسا وأندورا وموناكو، والمستعمرات الفرنسية والمستعمرات السابقة التي أصبحت مستقلة،
- دول في أوروبا، تنقسم إلى أوروبا الغربية وأوروبا الشرقية.
- بقية العالم مدرجة حسب الترتيب الأبجدي.

ابتداءً من عقد السبعينيات من القرن العشرين، أدى تضخم الإصدارات إلى تقسيم كل مجلد إلى عدة مجلدات. بالنسبة لدليل فرنسا السنوي، يحدث بإضافة طوابع من شهر يونيو إلى يونيو وليس في السنة التقويمية على عكس الناشرين الآخرين. من المعتاد أن ينشر الدليل المحدث بمناسبة معرض الطوابع الخريفي (في نوفمبر).
عندما أصدرت الطبعة القديمة لعام 2010، كان الدليل يتضمن 18 مجلدًا:
- المجلد 1، فرنسا، 2011
- المجلد 1 مكرر، موناكو، أندورا، الأمم المتحدة ومقاطعات وأقاليم ما وراء البحار الفرنسية، 2011
- المجلد 2.1، المستعمرات الفرنسية، 2011
- المجلد 2.2، الدول المستقلة في إفريقيا، من الجزائر إلى فولتا العليا، بالإضافة إلى كمبوديا ولاوس، 2006
- المجلد 2.3، الدول المستقلة في إفريقيا، من مدغشقر إلى تونس، بالإضافة إلى فانواتو وفيتنام، 2008
- المجلد 3.1، أوروبا الغربية، من ألمانيا إلى إبيروس، 2006
- المجلد 3.2، أوروبا الغربية، من إسبانيا إلى لوكسمبورغ، 2008
- المجلد 3.3، أوروبا الغربية، من مقدونيا إلى يوغوسلافيا، 2009
- المجلد 4.1، أوروبا الشرقية، من ألبانيا إلى بولندا، 2010
- المجلد 4.2، أوروبا الشرقية، من رومانيا إلى أوكرانيا، 2011
- المجلد 5.1، ما وراء البحار، من أبو ظبي إلى بوروندي، 2011
- المجلد 5.2، ما وراء البحار، من جزر كايمان إلى جمهورية الدومينيكان، 2006
- المجلد 5.3، ما وراء البحار، من دومينيكا إلى غواتيمالا، 2006
- المجلد 5.4، ما وراء البحار، من غينيا بيساو إلى ليسوتو، 2008
- المجلد 5.5، ما وراء البحار، من لبنان إلى نياسالاند، 2008
- المجلد 5.6، ما وراء البحار، من المحيط الهندي إلى ساموا، 2009
- المجلد 5.7، ما وراء البحار، من سيشل إلى زولولاند[الإنجليزية]، 2010
- المجلد المرجعي، 2007

منذ خريف عام 2011، دمج المجلدان الثالث والرابع في سلسلة واحدة أطلق عليها اسم "أوروبا". ومنذ ذلك الحين تسميت مجلدات المجلد الخامس ببساطة باسم "ما وراء البحار"، حيث تم قسمت إلى مجلدات ولكن دون الإشارة إلى الحجم.
وبناءً على ذلك، قسم الدليل اليوم إلى ثلاث مجموعات، وبالتالي العودة جزئيًا إلى التنظيم الأولي:
السلسلة الأولى: الأراضي الفرنسية ومحيطها (موناكو وأندورا).
- فرنسا (المجلد 1) (التحديث السنوي)
- الأقاليم الخارجية التي تديرها فرنسا، بالإضافة إلى: موناكو، وأندورا، وسلسلة "أوروبا" والأمم المتحدة (المجلد 1 مكرر) (التحديث السنوي).

السلسلة الثانية: الأراضي التي كانت تحت الإدارة الفرنسية سابقاً (المستعمرات، الانتدابات، وغيرها) والدول الحالية الناتجة عن هذه الأراضي بعد استقلالها.
1. المستعمرات الفرنسية السابقة (المجلد 2-1)
2. الدول المستقلة في إفريقيا. (يقع حاليًا في مجلدين، ويتضمن طوابع البلدان الحالية منذ استقلالها والمقابلة للمستعمرات الفرنسية السابقة في إفريقيا وآسيا. لاحظ أن مصطلح "إفريقيا" مضلل).
3. المجلد 2-2، الدول المستقلة في إفريقيا: من الجزائر إلى فولتا العليا، بالإضافة إلى كمبوديا ولاوس، 2013 (نُشر في عام 2012، طبعة 2013)
4. المجلد 2-3، الدول المستقلة في إفريقيا: من مدغشقر إلى تونس، بالإضافة إلى فانواتو وفيتنام، 2008

السلسلة الثالثة: بقية العالم.
1. أوروبا:

- - المجلد الأول: من ألبانيا إلى بلغاريا (2011) (ملاحظة: يتضمن قسم "ألمانيا" جميع الأراضي التي تشكل أصل جمهورية ألمانيا الاتحادية الحالية).
  - المجلد الثاني: من كاريليا إلى المجر (2012)
  - المجلد الثالث: إنغيريا إلى البرتغال (2012)
  - المجلد الرابع: من رومانيا إلى يوغوسلافيا (2013)

1. الدول الخارجية: الدول غير الناطقة بالفرنسية في العالم (مع الاستثناءات).

- - المجلد الأول: ما وراء البحار، من إمارة أبو ظبي إلى بوروندي (2011)
  - المجلد الثاني: ما وراء البحار، من جزر كايمان إلى جمهورية الدومينيكان (2013)
  - المجلد الثالث: ما وراء البحار، من دومينيكا إلى غواتيمالا (2006)
  - المجلد الرابع: ما وراء البحار، من غينيا بيساو إلى ليسوتو (2008)
  - المجلد الخامس: من لبنان إلى نياسالاند (2008)
  - المجلد السادس: ما وراء البحار، من المحيط الهندي إلى ساموا (2009)
  - المجلد السابع: ما وراء البحار، من سيشل إلى زولولاند[الإنجليزية] (2010)

تتعرض تقسيمات العالم في الدليل للنقد لأنها تستند في المقام الأول إلى مصالح جامعي التحف الفرنسيين من ثلاثينيات إلى سبعينيات القرن العشرين، ولأنها لا تستند إلى تقسيمات جغرافية، بل فقط إلى تصنيف متحد المركز أو تاريخي (مستعمرات) حول الأراضي الحضرية. يتميز دليل إيفرت وتيلييه بوضوح في هذا الصدد عن دليل ميشيل للطوابع (باللغة الألمانية) الذي قسم حسب القارات، أو عن دليل سكوت (باللغة الإنجليزية) الذي يتبع الترتيب الأبجدي.
منذ عام 2008، شجع مديرو إيفرت وتيلييه الرعاية الفنية من خلال تكليف فنان ينشئ طوابع جميلة بتصميم غلاف المجلد الأول من الدليل من فرنسا. وهم كريستيان بروتان وإيف لوكيه وفاليري بيسر وسيريل دي لا باتيليير.

### دليل الطوابع المالية (طوابع الإيرادات)
إلى جانب نسخ الطوابع البريدية المتنوعة التي تنتجها، كانت شركة إيفرت تذكر طوابع الإيرادات منذ فترة طويلة في أدلتها المتخصصة منذ أوائل القرن العشرين، حتى أنها نشرت الدليل العالمي الوحيد لطوابع الإيرادات في عام 1915.
حررت أيضًا دليل فوربين للطوابع الضريبية لفرنسا ومستعمراتها حتى عام 1937.
أحيي هذا التقليد منذ عام 1990: تنشر شركة إيفرت بانتظام دليل الطوابع البريدية الضريبية والاجتماعية الفرنسية، وهو الدليل الرسمي للجمعية الفرنسية لهواة جمع طوابع الإيرادات (S.F.P.F.). أحدث إصدار له يعود إلى عام 2012. وتحدثه "لجنة الدليل" التابعة لهذه الجمعية بانتظام، والتي تتكون من متخصصين فرنسيين بارزين في هذا التخصص.

## التاريخ
خلال تسعينيات القرن التاسع عشر في أميان، كانت مطبعة عائلة إيفرت مملوكة للويس إيفرت، حفيد المؤسس، وطابعه الرئيس ثيودول تيلييه؛ تمكن تيلييه من إبقاء الشركة قيد التشغيل بعد الوفاة المبكرة لوالد لويس. لم يكن لويس يحب أن يتولى مسؤولية الصحيفة الشرعية التي أسسها والده، "صدى الجميع" (بالفرنسية: L'Écho de la Somme). اكتشف هواية جمع الطوابع بفضل تيلييه، وهو من هواة جمع الطوابع، الذي كان قد أضاف بالفعل صحيفة صغيرة لهواة جمع الطوابع، وهي "صدى علم الطوابع" (بالفرنسية: L'Écho de la timbrologie)، إلى الصحف التي تطبعها الشركة.
في عام 1895، بدأ إيفرت وتيلييه في الانخراط في مجال الكتب البريدية. في نوفمبر 1896، نشروا دليلا عالميا للطوابع وألبوم الطوابع. وكان نجاحهم فورياً بفضل منطقهم وترقيمهم الدائم، على النقيض من معظم معاصريهم، الذين كانوا يغيرون الأرقام في أدلتهم عند اكتشاف الطوابع المنسية.
في عام 1900، ارتبط إيفرت وتيلييه بتاجر الطوابع في باريس تيودور شامبيون، الذي كان يبيع طوابع غير مستخدمة من جميع أنحاء العالم. حدد أسعار الطوابع التي تبيعها الشركة. بعد وفاة تشامبيون في عام 1955، اشترى بيير إيفرت والأخوان لاديسلاس وألكسندر فارغا شركة تشامبيون وواصلت الشركة الجديدة تحديد أسعار يفرت وتيلييه.
في أبريل 1913، باع تيلييه حصته في الشركة إلى لويس إيفرت بسبب فقدان حفيده الصغير. وبسبب صداقتهما، قرر إيفرت أن تستمر تسمية الدليل باسم إيفرت وتيلييه.
خلال عشرينيات وثلاثينيات القرن العشرين، جهز إيفرت ولديه وصهره لإدارة الشركة. كان هنري مسؤولاً عن أعمال الطباعة، وكان شقيقه بيير مسؤولاً عن مجلة "صدى علم الطوابع"، وكان جان جيرفيس مسؤولاً عن النشر.
لقد أدار أحفاد بيير إيفرت وجان جيرفيس الشركة منذ تسعينيات القرن العشرين.

### المنافسة
خلال القرن العشرين، شملت المنافسة دليل تياود (بالفرنسية: catalogue Thiaude) (استمر للفترة 1927-1984) ودليل موري (استمر للفترة 1864-1980)، وقد توقفا عن النشر في ثمانينيات القرن العشرين. في نهاية القرن العشرين وحتى عام 2001، كان المنافس الفرنسي الرئيس لدليل إيفرت وتيلييه هو دليل الطوابع الفرنسية من دار النشر سيريس.
منذ عام 2001، كان الوضع التجاري لأدلة الطوابع الفرنسية والأجنبية لشركة إيفرت وتيلييه عرضة لهجوم شركة دالاي. وقد لعبت دار نشر دالاي على وتر الأيقونات وإضافة المعلومات التي لا تظهر في دليل إيفرت وتيلييه مثل أسماء المصممين والنقاشين، وتواريخ الإصدار والسحب، والتغييرات في أسعار البريد. ومع ذلك، استمر الحفاظ على دليل إيفرت وتيلييه بفضل عادة هواة جمع الطوابع والتجار في استخدام ترقيمه (الذي تعترف به المحاكم على أنه ملكية فكرية لإيفرت وتيلييه).
منذ عام 2004، استجاب الناشر تجارياً لهذه المنافسة الجديدة من خلال خفض سعر دليل الطوابع الفرنسية، وتزويده بأقراص مضغوطة، وإثراء محتوى أقسام "نهاية الدليل" (الطوابع الوهمية في عام 2005).
ومع ذلك، في مارس/آذار 2005، وبعد إحالة دالاي الأمر إلى مجلس المنافسة، وافقت شركة إيفرت وتيلييه على بيع الحق في نشر جداول التوافق الترقيمية إلى الناشرين المنافسين.
في يونيو 2006، وفي نفس الوقت الذي صدرت فيه طبعات "جونيور" من مجلة سيريس، نشر إيفرت نسخة إيفرت الصغير (بالفرنسية: Le petit Yvert)، وهو دليل للطوابع البريدية وطوابع البريد الجوي وطوابع الضرائب في فرنسا؛ مشابهة للإصدارات المبسطة الموجودة لدى العديد من الناشرين الأجانب، على سبيل المثال دليل ميشيل الصغير للطوابع (بالإنجليزية: Michel's Junior-Katalog) المخصص لألمانيا. ويبلغ سعرها في شكل مخفض 9.90 يورو (19.90 يورو إلى 20 يورو للدليل الفرنسي القياسي من الناشرين الثلاثة المتنافسين).
في نوفمبر 2008، قلصت المنافسة الفرنسية إلى دليل موري، الناتج عن اندماج سيريس ودالاي، والذي استخدم ترقيم الدليل القديم من شركة أرتور موري، وهو نفس ترقيم إيفرت وتيلييه حتى منتصف القرن العشرين.

### العائلة
كانت شركة طباعة إيفرت ومحررو إيفرت وتيلييه في الغالب تحت إدارة عائلة إيفرت. تعرض هذه الشجرة العائلية الأشخاص الذين أداروا هاتين الشركتين منذ تأسيسهما في القرن التاسع عشر.
يوجين إيفرت (حوالي 1794-1878)، صحفي، ومؤسس شركة الطباعة في أميان، حيث انتقل لإصدار صحيفة.
```
│
└──> 
هنري إيفرت
 (توفي في 1885), مالك الشركة بعد عام 1870، أدار صحيفة والده أيضا.
     │
     └──> 
لويس إيفرت
[الإنجليزية]
 (1866–1950)، مؤسس دليل "إيفرت وتيلييه" مع زميله 
ثيودول تيلييه
[الإنجليزية]
.
          │
          ├──> هنري إيفرت (توفي في 1956)، مدير شركة الطباعة.
          │    
          │
          ├──> جان إيفرت
          │    تزوجت جون جرفيه (توفي في 1974)، 
طبيب
 ثم مدير في دار نشر إيفرت وتيلييه.
          │    │
          │    └──> جاك جرفيه، 
الرئيس التنفيذي
 لدار نشر إيفرت وتيلييه.
          │         │
          │         └──> بنوا جرفيه، خلف والد في سنة 1993، استمر في المنصب حتى أكتوبر 2007.
[
2
]

          │
          └──> 
بيير إيفرت
[الإنجليزية]
 (1900–1964), مدير مجلة "
صدى علم الطوابع
[الفرنسية]
" 
(
بالفرنسية
: 
L'Écho de la timbrologie
)
.
               │
               └──> جون إيفرت، خلف والده في إدارة دار النشر.
                    │
                    └──> كريستوف إيفرت، مدير دار النشر، وكان في المنصب بتاريخ سبتمبر 2006.
[
3
]
```

## روابط خارجية
- (بالفرنسية) الموقع الرسمي.